# Francis Bernard (1er comte de Bandon)
Pour les articles homonymes, voir Francis Bernard et Bernard.
Francis Bernard, 1er comte de Bandon (26 novembre 1755 – 26 novembre 1830) est un homme politique et pair anglo-irlandais.

## Biographie
Il est le fils unique de James Bernard et de sa femme Esther Smith, fille de Percy Smith. Entre 1778 et 1783, il est député pour Ennis. Par la suite il représente Bandonbridge à la chambre des communes irlandaise jusqu'en 1790. 
En 1793, il est élevé à la pairie avec le titre baron Bandon, de Bandonbridge, dans le comté de Cork  et en 1795, il est créé vicomte Bandon, de Bandonbridge, dans le comté de Cork. Le 29 août 1800, il est finalement promu comte de Bandon et vicomte Bernard. Il est l’un des trente premiers représentants irlandais représentatifs et siège à la Chambre des lords entre 1801 et sa mort en 1830. 
Le 12 février 1784, il épouse Catherine Henrietta Boyle, fille unique de Richard Boyle (2e comte de Shannon) et de Catherine Ponsonby. Ils ont cinq fils et quatre filles. Il est décédé à l'âge de 75 ans au château Bernard. Son fils aîné, James lui succède. 

## Famille
Il épouse, le 12 février 1784, Catherine Henrietta Boyle (1768-1815), fille de Richard Boyle, 2e comte de Shannon et de Catharine Ponsonby. Ils ont onze enfants.
- Elizabeth Bernard (? - ?), célibataire, sans enfants ;
- James Bernard, 2e comte de Bandon (14 juin 1785 - 31 octobre 1856) épouse Mary Susan Albinia Brodrick (9 octobre 1787 - 29 avril 1870), sans descendance ;
- Richard Boyle Bernard (4 septembre 1787 - 2 mars 1850), célibataire, sans enfants ;
- Francis Bernard (27 février 1789 - 24 janvier 1813), célibataire, sans enfants ;
- Henrietta Catherine Bernard (7 juillet 1790 - 1er décembre 1850), célibataire, sans enfants ;
- William Smyth Bernard (13 septembre 1792 - 6 février 1863) épouse Elizabeth Gilman (? - ?), sans descendance ;
- Charlotte Esther Bernard (28 janvier 1794 - 7 février 1846) épouse Hayes St Leger, 3e vicomte Doneraile (9 mai 1786 - 27 mai 1854), dont descendance ;
- Louisa Anne Bernard (24 décembre 1795 - 26 mai 1851), célibataire, sans enfants ;
- Henry Boyle Bernard (5 décembre 1797 - 18 juin 1815), célibataire, sans enfants ;
- Charles Bernard (1803 - 1803), célibataire, sans enfants ;
- Charles Bernard (12 avril 1805 - 21 janvier 1861), célibataire, sans enfants.